# Antoni Tàpies i Barba
Antoni Tàpies i Barba, ii marquès de Tàpies (Barcelona, 1 de gener de 1956), és un metge, poeta i traductor català, fill del pintor Antoni Tàpies i Puig.
Es va iniciar en la poesia visual, amb influència del vanguardisme caligramàtic, publicant Siboc el 1973 a Llibres del Mall. Amb Les danses d'u (1975) va intentar aglutinar diverses experiències culturals en el si de l'escriptura. A Dies d'aigües (1980) es va mostrar més elegíac i evocador de l'experiència personal. Altres obres seves en el terreny de la poesia són La veu del vent (1988), Matèria dels astres (1992) i L'escrivent (1999). El 1992 es va iniciar en la narrativa amb Des de l'ombra. També ha traduït diverses obres de l'alemany al català, com Himnes a la Nit de Novalis (1975) i Novel·la d'infant de Klaus Mann (1981).
El 2012 va heretar el títol de marquès de Tàpies, després de la defunció del seu pare. També és membre del Patronat de la Fundació Antoni Tàpies, i director d'Edicions T, una editorial especialitzada en edicions d'obra gràfica d'artistes contemporanis i llibres de bibliòfil.